# Clermont-sur-Lauquet
Clermont-sur-Lauquet – miejscowość i gmina we Francji, w regionie Oksytania, w departamencie Aude. Przez miejscowość przepływa rzeka Lauquet. 
Według danych na rok 1990 gminę zamieszkiwały 22 osoby, a gęstość zaludnienia wynosiła 1 osób/km² (wśród 1545 gmin Langwedocji-Roussillon Clermont-sur-Lauquet plasuje się na 877. miejscu pod względem liczby ludności, natomiast pod względem powierzchni na miejscu 335.).

## Zabytki
Zabytki w miejscowości posiadające status Monument historique:
- zamek w Clermont-sur-Lauquet (Château de Clermont-sur-Lauquet)
- kościół Saint-Loup-de-Sens (Église Saint-Loup-de-Sens)